# Help (autori vari)
Help è un album pubblicato nel 1995 i cui proventi sono stati devoluti in beneficenza alla War Child. Il booklet contiene un contributo dell'ex-bassista dei Nirvana, Krist Novoselic.

## Storia
L'idea dell'album nasce da un commento rilasciato da John Lennon che, quando pubblicò il suo singolo Instant Karma! nel 1970, auspicò che i dischi migliori fossero quelli distribuiti, al pari dei giornali, subito dopo la loro incisione. Seguendo questi criteri, Help è stato registrato durante il lunedì 4 settembre, missato il giorno dopo e distribuito il sabato seguente.
L'album raggiunse il primo posto nella classifica inglese nella categoria compilation, ma Gallup, che allora curava la classifica, si rifiutò di considerarlo come il lavoro di un singolo artista, precludendogli così la possibilità di rientrare nella categoria album. Secondo Brian Eno questo costò molto all'album in termini monetari, che fruttò comunque alla War Child 1.25 milioni di dollari.
Quest'antologia venne seguita da altre antologie di beneficenza: 1 Love (2002), Hope (2003), Help! A Day in the Life (2005), The Night Sky (2007), Heroes (2009), I Got Soul (2009) e War Child 20 (2013).

## Il disco
Alla realizzazione dell'album, composto in buona parte da cover, hanno collaborato perlopiù artisti inglesi molto diversi fra loro. Le prime tracce sono Fade Away, cantata dagli Oasis con l'attore Johnny Depp, Lucky dei Radiohead, che comparirà poi sull'album OK Computer e una reinterpretazione di Shipbuilding, di Elvis Costello, eseguita dai Suede. A Time for Livin', un'inedita cover degli Sly & the Family Stone eseguita dai Charlatans e i Chemical Brothers, segue una versione di "Ode to Billy Joe", di Bobbie Gentry, cantata da Sinéad O'Connor. Questa canzone è arrivata in realtà quando l'album stava per essere ultimato, troppo tardi per essere inclusa nel progetto; tuttavia i produttori furono abbastanza colpiti dal pezzo che pensarono di includere comunque la canzone. Raindrops Keep Fallin' on My Head di Burt Bacharach è una reinterpretazione che segna il ritorno in studio dei Manic Street Preachers dopo la scomparsa di Richey Edwards, avvenuta il primo febbraio del 1995, mentre The Magnificent è una versione drum and bass del tema di I magnifici sette, con sample vocali da DJ Fleka, della stazione radio serba B92. La canzone è eseguita da Bill Drummond e Jimmy Cauty (conosciuti come The KLF, ma firmatisi in questa occasione come One World Orchestra); questa collaborazione è la prima, per i due, dopo 2 anni.

## Tracce
1. Fade Away – Oasis and Friends
2. Oh Brother – The Boo Radleys
3. Love Spreads – The Stone Roses
4. Lucky – Radiohead
5. Adnan – Orbital
6. Mourning Air – Portishead
7. Fake the Aroma – Massive Attack
8. Shipbuilding – Suede
9. Time for Livin' – The Charlatans
10. Sweetest Truth (Show No Fear) – Stereo MCs
11. Ode to Billy Joe – Sinéad O'Connor
12. Searchlights – The Levellers
13. Raindrops Keep Fallin' on My Head – Manic Street Preachers
14. Tom Petty Loves Veruca Salt – Terrorvision
15. The Magnificent – The One World Orchestra featuring The Massed Pipes and Drums of the Children's Free Revolutionary Volunteer Guards S (aka The KLF)
16. Message to Crommie – Planet 4 Folk Quartet
17. Dream a Little Dream – Terry Hall and Salad
18. 1, 2, 3, 4, 5 – Neneh Cherry and Trout
19. Eine Kleine Lift Musik – Blur
20. Come Together – The Smokin' Mojo Filters

## Help EP
Help EP, uscito parallelamente all'Help Album contiene le seguenti tracce:
1. Lucky – Radiohead
2. 50ft Queenie (Live) – PJ Harvey
3. Momentum (Guru's Jazzmatazz) – Guru
4. Untitled – Portishead